# Fejér vármegye turisztikai látnivalóinak listája

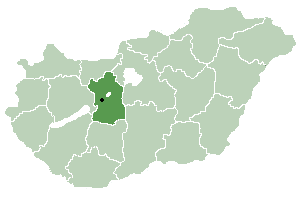
Fejér vármegye

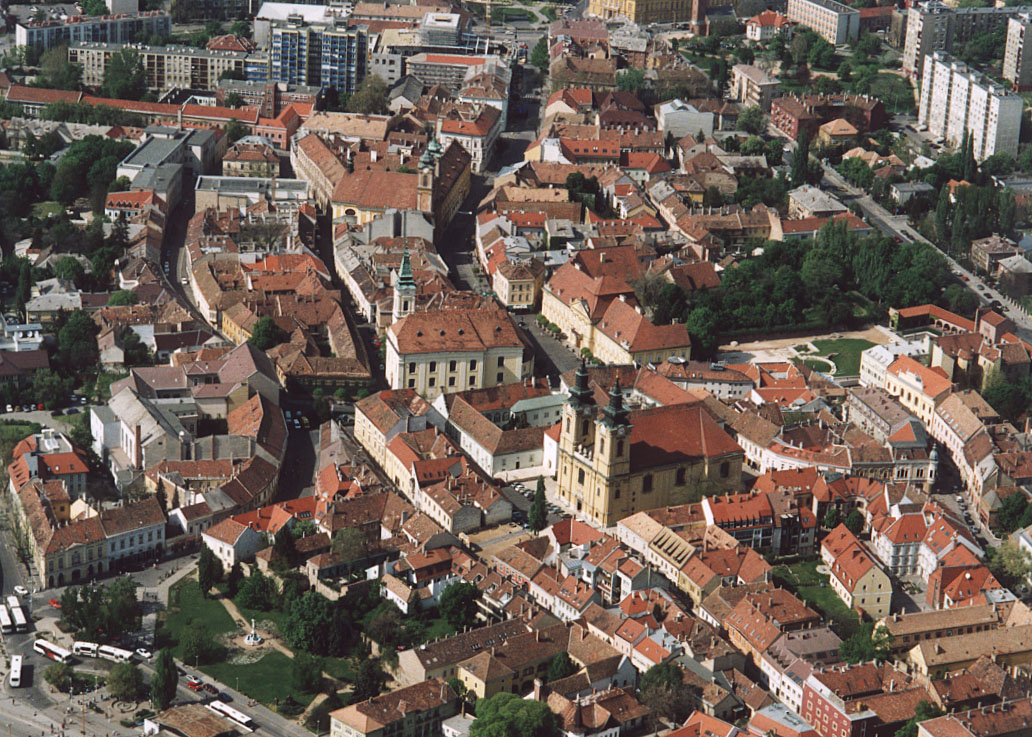
Székesfehérvár belvárosa

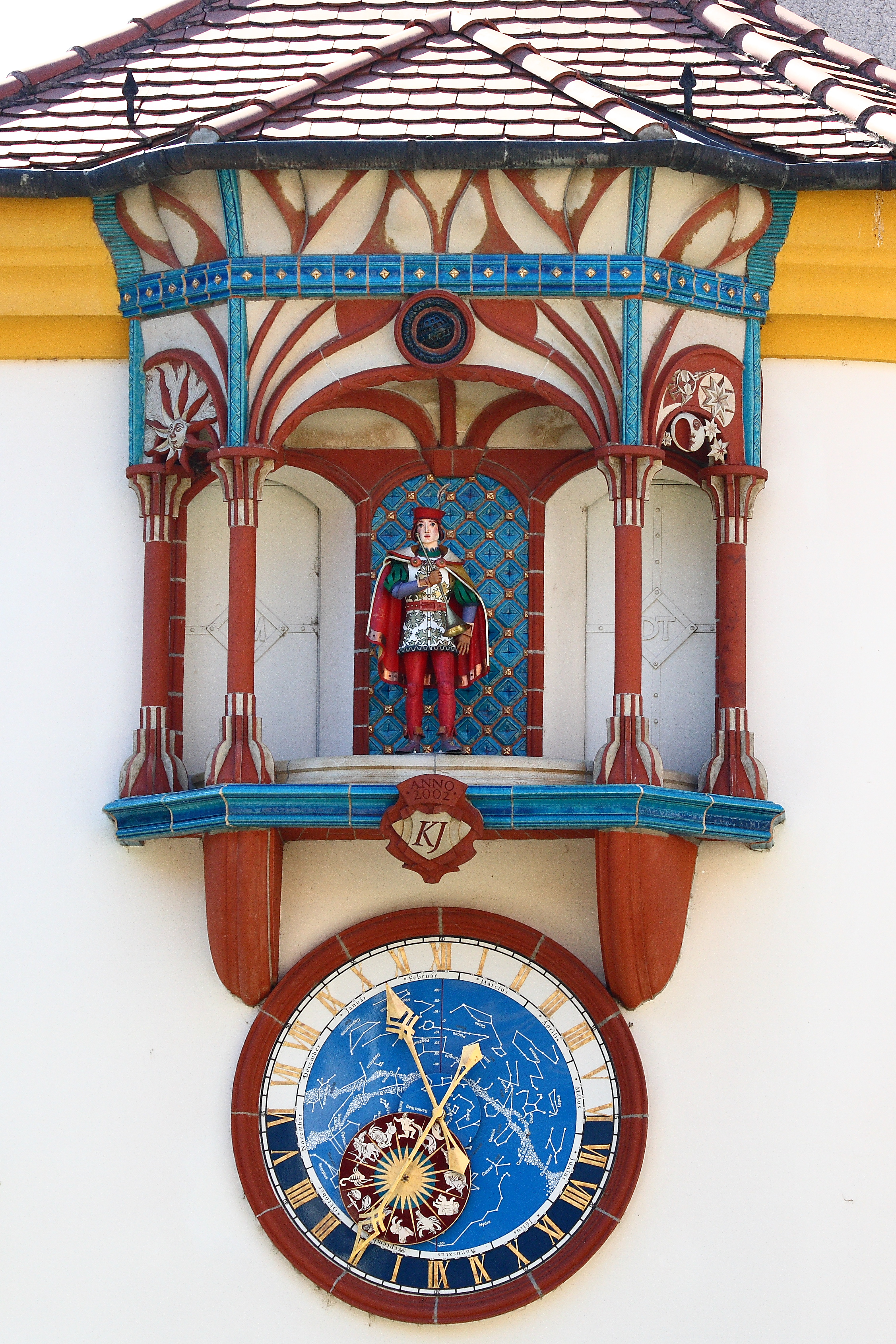
Székesfehérvári órajáték

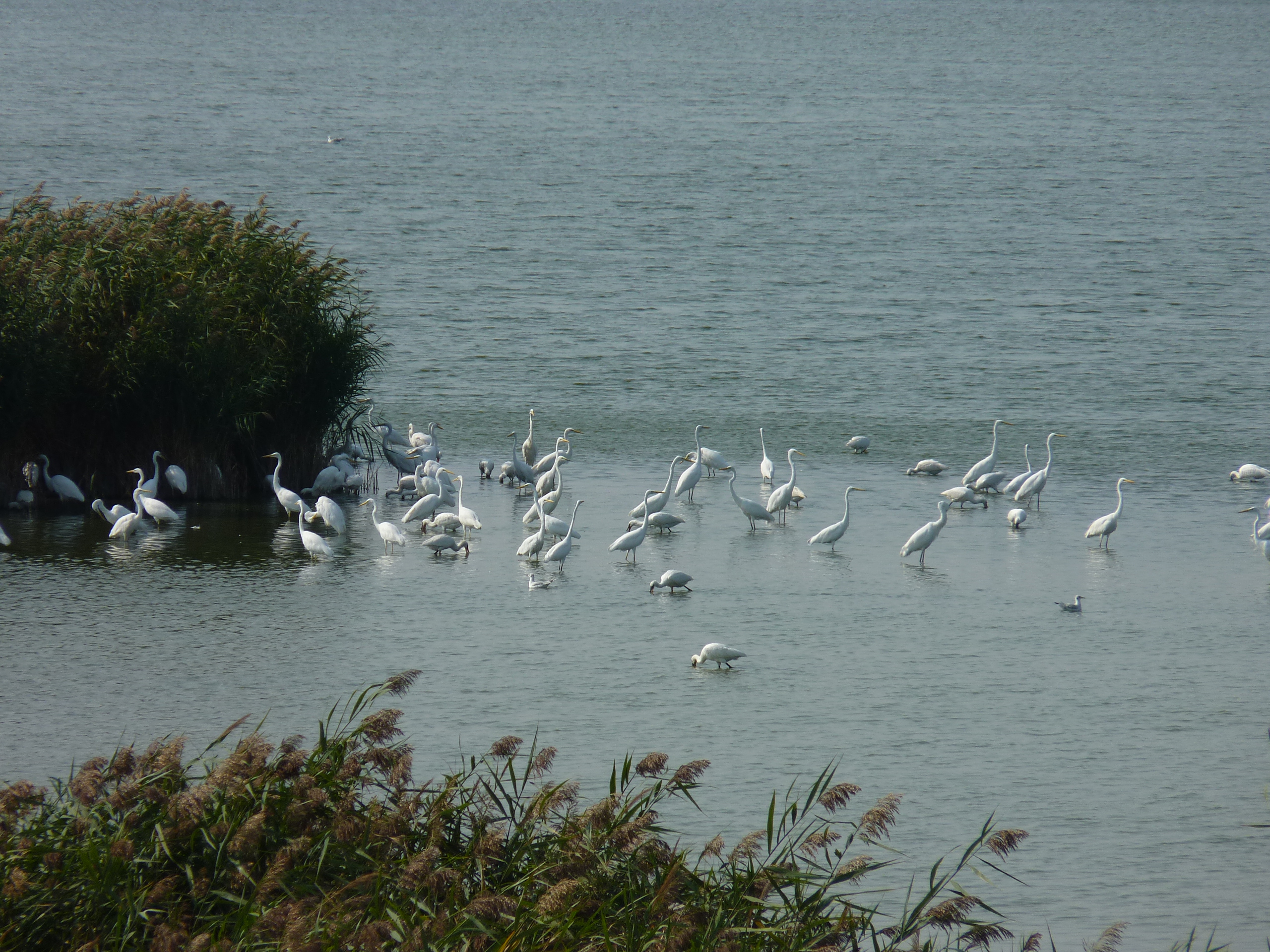
Kócsagok a Velencei-tó melletti Dinnyési Fertőn

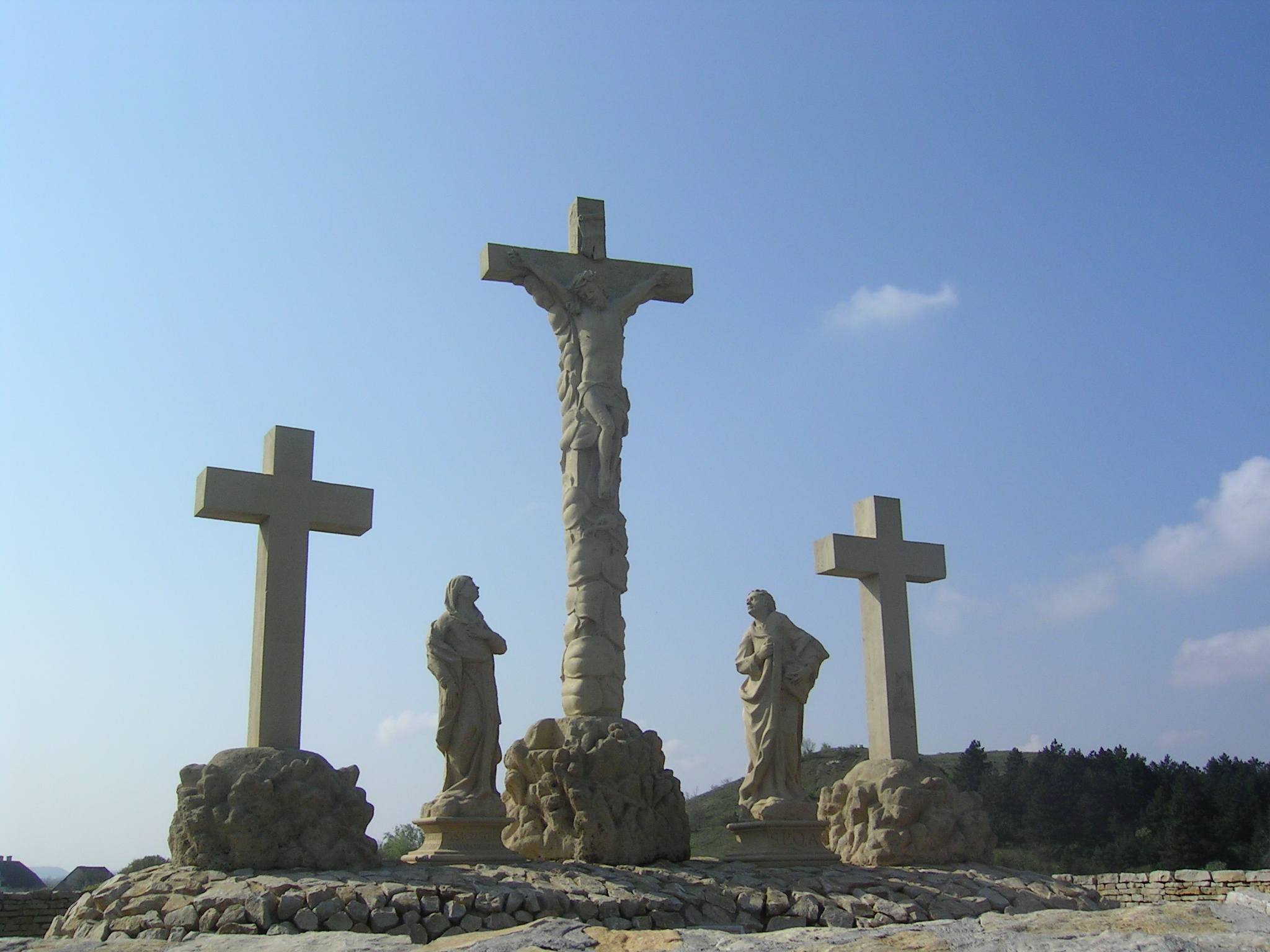
Kálváriadomb, Bodajk

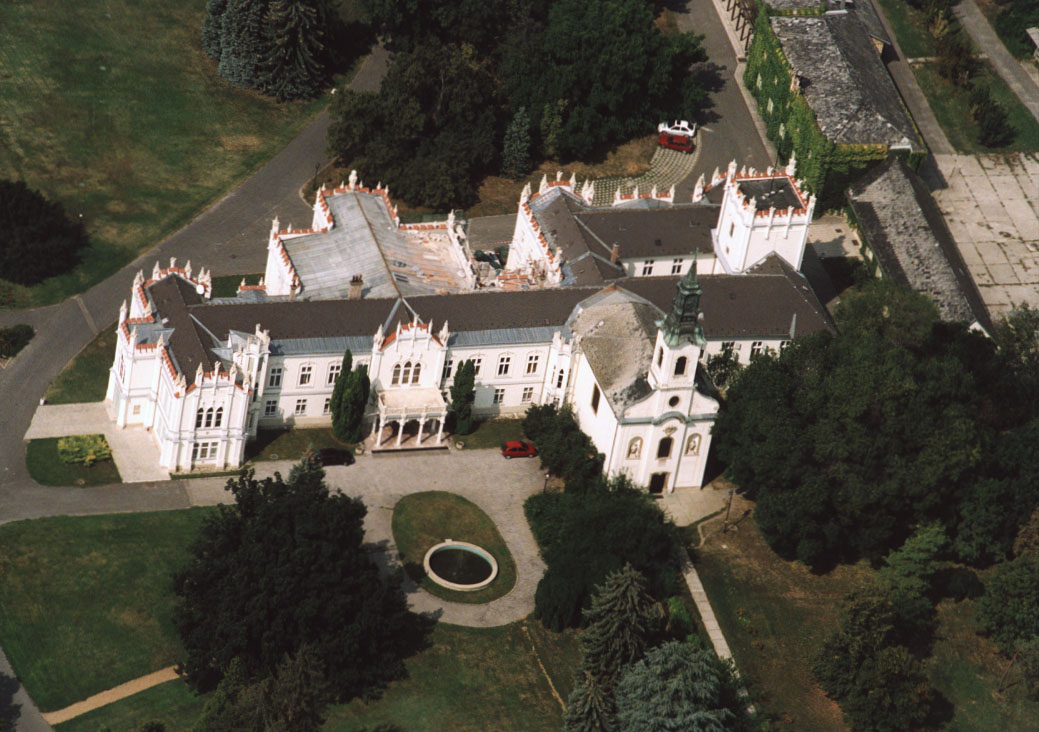
A martonvásári Brunszvik-kastély

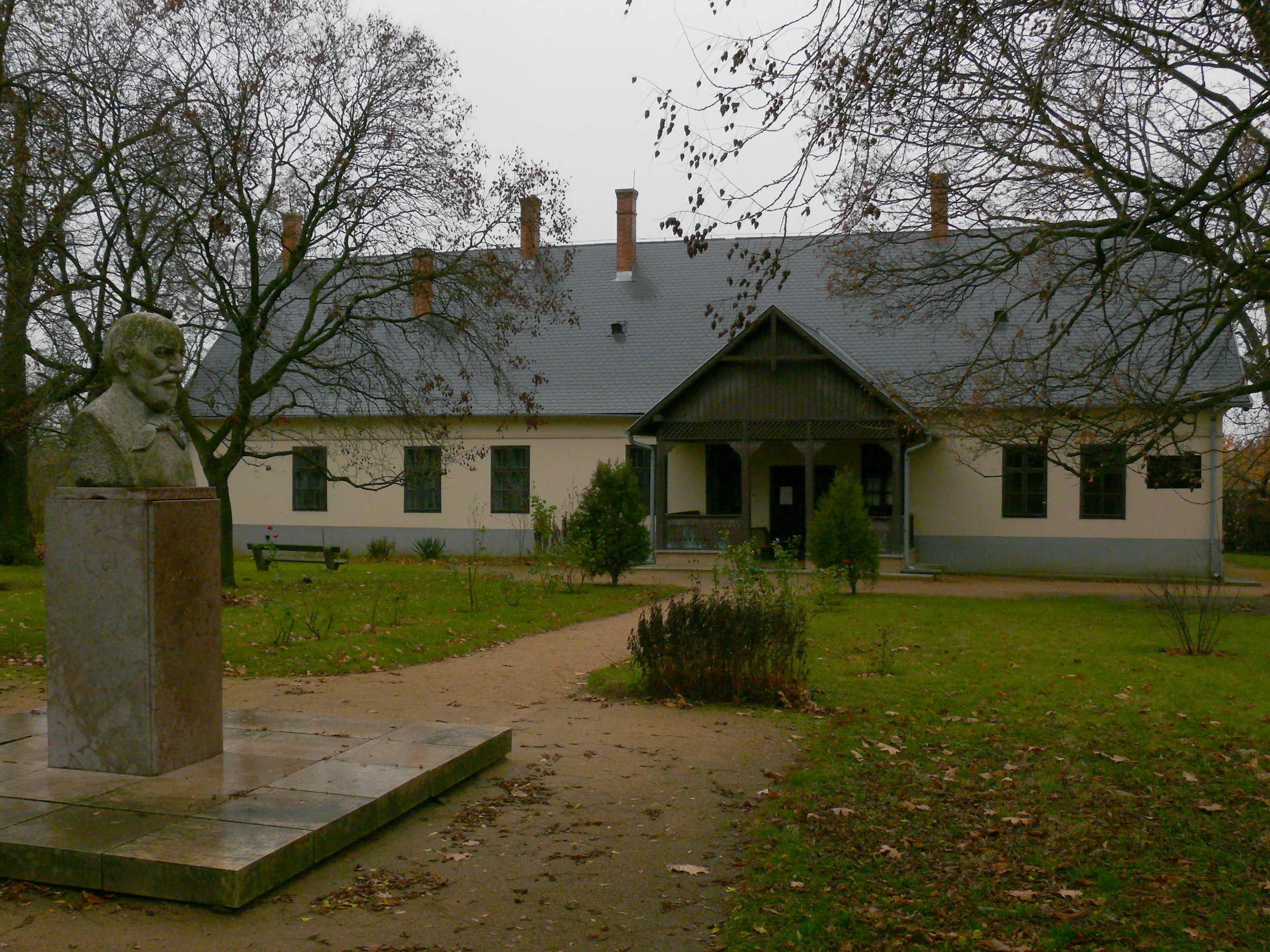
Vörösmarty Emlékmúzeum, Kápolnásnyék

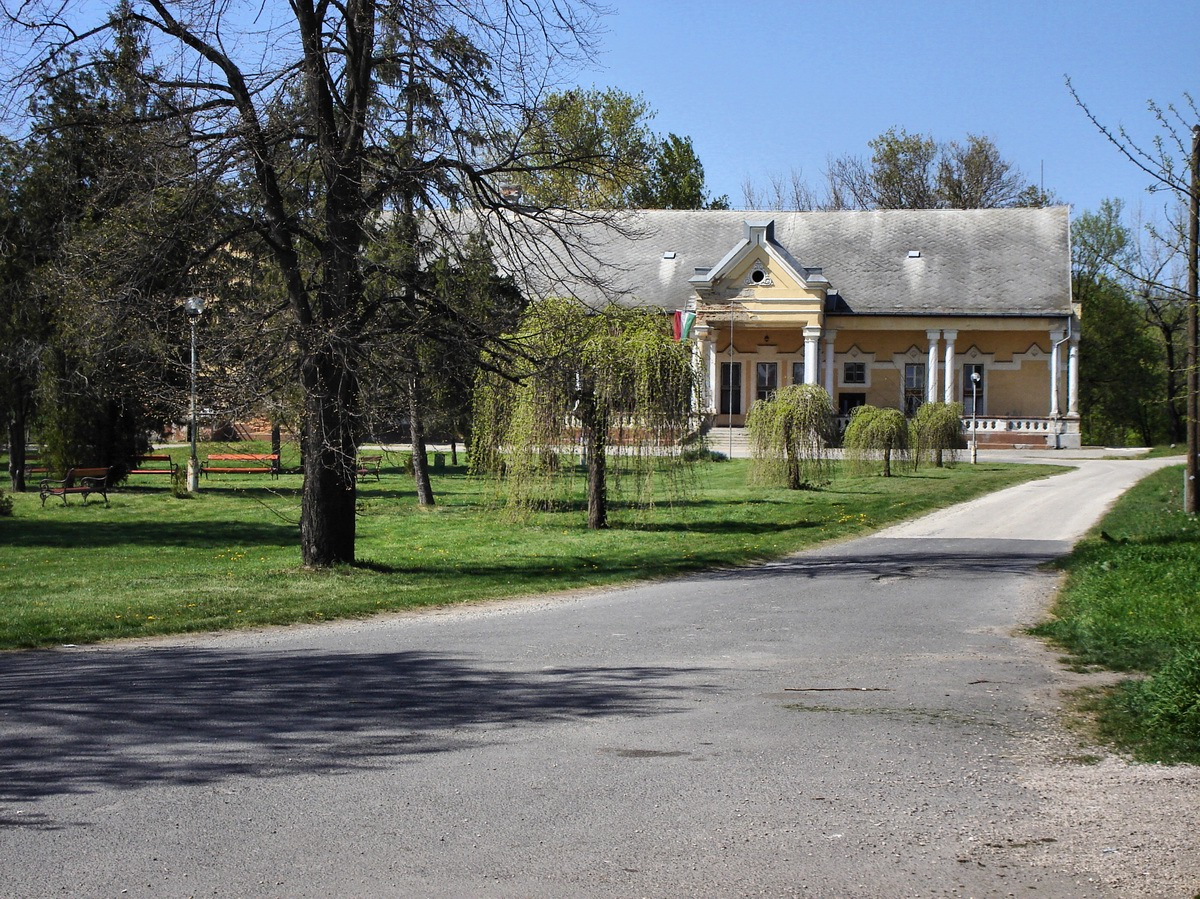
Zichy-kastély (Zichyújfalu)

Ez a lista Fejér vármegye ismert turisztikai látnivalóit tartalmazza (műemlékek, természeti értékek, programok).

## Székesfehérvár
- Nagyboldogasszony-bazilika (Romkert)
- Püspöki palota és Püspöki Könyvtár
- Szent István-bazilika
- Történelmi órajáték és Óramúzeum
- Országalma
- Szent Anna-kápolna
- Kati néni szobra
- Virágóra (Közép-Európában egyedülálló látványosság)
- Hiemer-ház, műemlék és Hetedhét játékmúzeum
- Budenz-Ház - Ybl-gyűjtemény
- Fekete Sas Patikamúzeum
- Mátyás király-emlékmű
- Árpád Fürdő[1]

- Palotavárosi skanzen (Europa Nostra-díjjal elismert magyarországi műemlék-felújítás)
- Rózsaliget és a Csitáry-kút
- Székesfehérvári Sós-tó
- Bory-vár

## Velencei-tó

### Déli part
- Dinnyés
  - Dinnyési-fertő Természetvédelmi Terület és Madárrezervátum
- Agárd
  - Velencei-tavi Tanösvény[2]
  - Agárdi Gyógy- és Termálfürdő
  - Gárdonyi Géza Emlékház
  - Gárdonyi Géza sétány
- Gárdony
  - Szökőkút

### Délkeleti part
- Velence
  - Meszleny-kastély
  - Hauszmann–Gschwindt-kastély

### Északi part
- Pákozd
  - A pákozdi csata emlékműve[3]
  - Pákozd-sukorói arborétum[4]
  - Pákozdi-ingókövek természetvédelmi terület[5]
- Sukoró
  - Ingókövek
  - Református templom

### AVelencei-tókörnyékéhez tartozó további települések
- Délen: 
  - Zichyújfalu
    - Zichy-kastély
    - Szent Imre-templom
- Keleten:
  - Kápolnásnyék
    - Vörösmarty Emlékmúzeum
- Északon: 
  - Pázmánd
    - Tájház
    - Jezsuita rendház épülete

  - Vereb
    - Helytörténeti gyűjtemény

  - Nadap
    - Szintezési ősjegy
    - Katolikus templom

## Más települések
- Alcsútdoboz – Arborétum
- Bodajk – Bodajki kálvária, Bodajki-tó
- Fehérvárcsurgó – Károlyi-kastély
- Csákvár – Esterházy-kastély
- Csókakő – Csókakő vára
- Dég – Festetics-kastély
- Etyek - Etyek–Budai borvidék
- Füle – Sárréti Tájház
- Gánt – Gánti-barlang, elhagyott bauxitbánya (földtani tanösvény)
- Iszkaszentgyörgy – Amadé–Bajzáth–Pappenheim-kastély
- Iváncsa – Helytörténeti Gyűjtemény
- Kulcs – Kulcsi Természetmegőrzési Terület, Kulcsi szélerőmű
- Lovasberény – Cziráky-kastély, tűzoltótorony 1907-ből, Csikváry Faluház
- Martonvásár – Brunszvik-kastély
- Mór – Lamberg-kastély, Móri borvidék
- Nádasdladány – Nádasdy-kastély
- Perkáta – volt Győry-kastély és angolkert, löszvölgyek - természetmegőrzési területek
- Pusztaszabolcs – Barokk Orgona (Magyarország legrégebbi és legteljesebb állapotában fennmaradt felújított kétmanuálos nagyorgonája)
- Rácalmás – Jankovich kúria, Modrovich kúria, Rácalmási szigetek természetvédelmi terület
- Ráckeresztúr – Lyka-Brauch kastély és park
- Sáregres – Rétszilasi-Halastavak Természetvédelmi Terület, Aranyponty Halászati Múzeum
- Sárkeresztúr – Szikes-tavak
- Sárszentmihály – Zichy Kastély és Apor Vilmos kápolna
- Seregélyes – Zichy–Hadik-kastély
- Soponya – Zichy-kastély
- Szabadbattyán – Cifrakert, Batthyány emlékpark, Kula Gótikus Lakó- és Őrtorony
- Szabadegyháza – Szabadegyházi Arborétum, templomrom
- Tác – Gorsium
- Vál – Ürményi-kastély, Ürményi Mauzóleum, Vajda János emlékház

## Településen kívüli látnivalók
- Velencei-hegység
Angelika-forrás Pákozd és Sukoró között.
- Vértes – Haraszt-hegyi tanösvény (Csákvár-Gánt között)

## Turisztikai programok
Székesfehérvárott
- Királyi Napok - Koronázási Ünnepi Játékok és Nemzetközi Néptáncfesztivál
- Adventi vásár
- Sportmajális
- Kultúrkorzó
- Mangalica Fesztivál
- Lecsófesztivál
- Harmonia Albensis
- Öreghegyi Napok

Más településeken
- Agárd: Pálinkafesztivál
- Mór: Móri Bornapok